# 廃村八丁
廃村八丁（はいそんはっちょう）は、現在の京都府京都市右京区京北の品谷山（881m）南部にかつて存在した集落で、600年近い境界争いの末に明治初期に5戸が定住し一時は分教場まで設けられたが、1941年（昭和16年）に全戸離村している。廃村後は、一般に「廃村八丁」または「八丁廃村」と呼ばれ、周辺はハイキングコースになっていることからハイカーに人気がある。

## 歴史
丹波高地の四方を山に囲まれた、現在の上弓削町あたりにあたり、明治初期から1941年（昭和16年）全戸離村までの期間に、わずかの住人が定住していた。14世紀初頭より、八丁一帯は豊富な山林資源に恵まれていたことから、知井庄と弓削本郷両村での境界争いが絶えない地であった。
1601年（慶長6年）には八丁山紛争が発生し、奉行所裁決で弓削側が敗訴するという事態まで生じた。が、その後も紛争は収まらず1660年には弓削側が八丁山方面にまで押しかけ、炭窯を破壊する事件も発生した。こうした事態を収めようと1682年（天和2年）に八丁山一円を民間人の立ち入りを禁じる御留山（おとめやま）とすることになった。
19年後の1701年（元禄14年）には、周山村の吉太夫の御請山となり、庄屋吉太夫という者が八丁山の経営を取り仕切ることになる。この時、吉太夫他5名が小屋を建て、炭焼きと畑作を始めたのが実質、八丁の村の始まりとなる。上弓削村の3名ならびに広河原村の2名の計5名が炭焼きを、さらに土地を開墾し、1町5反3畝の耕作を始め、居住が始まる。その後、吉太夫に代り佐々里の猪兵衛という者が八丁山を御請山として経営してきたが、運上銀の滞納を理由に1723年（享和2年）に奉行所により再び御留山とされる。
明治維新となり、この当時に入村した元会津藩士原惣兵衛が、八丁の山林を各戸均等に割りあて、さらに収益も均等に配分し、共産制度的な手法を取り入れまとめるなど尽力する。1876年（明治9年）には、八丁山2番地の5戸5家族所有権が京都府により認められ、2年後の1878年（明治11年）には上弓削村と佐々里村との境界線が引かれる。
鎌倉時代より延々600年間争われ続けてきた山論争の歴史は、この年の5月をもってようやく終焉した。1882年には八丁八幡宮が、1900年(明治33年）には、博習高等尋常小学校の分校である分教場までが設置され、8人の児童に対し教師1人が教鞭をとったという。明治末期から大正初期にかけては、6戸に増える（これは分家ができたためとされる）。
1924年（大正13年）から翌1925年にかけて、経済的に豊かになったことと自然環境の厳しさから、6戸のうち3戸が八丁から移転したため、分教場が廃止される。
1933年（昭和8年）から翌年にかけて、3mを超える豪雪となり、残る3戸も移転を決意する。積雪の際には交通は遮断され食糧不足も発生し、その間に亡くなった者の葬儀を3日間も行えず放置された。雪解けの3月26日、逃げるように残る住民も山を下りたという。
1941年（昭和16年）には、最後の1家族が八丁を捨て、廃村となる。

## 現況
廃村から長期間が経過し、多くの建物は原形をとどめておらず、基礎、石垣などを残すのみ。墓、鳥居などわずかに人跡が認められる。白壁に銀座の絵が描かれて、さまざまな憶測を呼んだ土蔵が長く残っていたが、現在は跡形もなくなった。かつて京都大学の研究用小屋もあったが、崩壊した。八丁小屋と呼ばれる三角形のトタン葺きの小屋があり、一定時期のみ管理人が駐在する。

## 所在地
- 現在:京都府京都市右京区京北上弓削町八丁
- 旧:京都府北桑田郡弓削村小字八丁

## 交通アクセス・ハイキング
- 自動車

国道162号経由で菅原集落へ。
- 公共交通機関

京都バス32系統・菅原停留所下車。
菅原集落からは徒歩で約2時間30分。ダンノ峠を越え品谷山、品谷峠と経由するルートと、ダンノ峠、同志社大研究室、刑部谷をたどるコースがある。またハイキングでは、一般に往路を前者の品谷山、品谷峠にとり八丁へいたり、復路を後者の刑部谷コースをとる場合が多い。逆コースは、道しるべなどが見落としやすくなる。一周に平均5-6時間を要する。遭難事故が多発しているので、注意が必要。